# Pseudoniphargus grandimanus
Pseudoniphargus grandimanus là một loài giáp xác thuộc họ Hadziidae. Nó là loài đặc hữu của Bermuda.